# Jean-Charles Castelletto
Jean-Charles Victor Castelletto, född 26 januari 1995, är en franskfödd kamerunsk fotbollsspelare (mittback) som spelar för Nantes och Kameruns landslag.

## Landslagskarriär
Castelletto debuterade för Kameruns landslag den 11 november 2017 i en 2–2-match mot Zambia. I november 2022 blev Castelletto uttagen i Kameruns trupp till VM 2022.

## Meriter
Nantes
- Vinnare av Coupe de France: 2021/2022